# Bretagne Classic Ouest-France 2021
Die Bretagne Classic 2021 war die 85. Austragung des französischen Eintagsrennens. Das Rennen fand am 29. August statt und war Teil der UCI WorldTour 2021.

## Teilnehmende Mannschaften und Fahrer
Neben den 19 UCI WorldTeams standen 5 UCI ProTeams am Start. Mit Ausnahme der Teams BikeExchange, EF Education-Nippo, Bahrain Victorious, und Movistar starteten für jedes Team sieben Fahrer. Von den 163 Fahrern erreichten 97 Fahrer das Ziel.
Mit Edvald Boasson Hagen (TotalEnergies) stand nur ein ehemaliger Gewinner des Rennens am Start.
Als Favoriten galten der Weltmeister Julian Alaphilippe (Deceuninck-Quick-Step), Benoît Cosnefroy (Ag2r Citroën Team), Jasper Stuyven (Trek-Segafredo), Anthony Turgis (TotalEnergies), Tadej Pogačar und Diego Ulissi (beide UAE Team Emirates), sowie die endschnellen Fahrer Dion Smith (BikeExchange), Davide Ballerini (Deceuninck-Quick-Step), Hugo Hofstetter (Israel Start-up Nation) und Giacomo Nizzolo (Qhubeka NextHash) der im Jahr zuvor die Europameisterschaften auf dem identen finalen Rundkurs gewonnen hatte.

## Streckenführung
Anders als andere Klassiker findet die Bretagne Classic jedes Jahr auf einer anderen Strecke statt. Im Rahmen der 85. Austragung wurden 250,5 km mit 64 kurzen Anstiegen zurückgelegt. Zudem wurde zu Beginn und am Ende ein 13,68 km langer Rundkurs befahren, auf dem im Jahr zuvor die Europameisterschaften ausgetragen wurden. Nach dem Start in Plouay führte die Strecke Richtung Westen über die Anstiege des Menez Follezou und Menez Saint-Jean an die Atlantikküste. Kurz vor Douarnenez änderte die Strecke die Richtung und führte über mehrere Anstiege zurück Richtung Osten. Etwa zur Hälfte des Rennens wurde mit dem Montagne de Locronan (244 m) der höchste Punkt überquert. 62 km vor dem Ziel folgte mit dem Saoutalarin ein 1,4 km langer Schotteranstieg. Nachdem Plouay erreicht wurde, folgte der Rundkurs, der bereits zu Beginn des Rennens absolviert wurde. Auf den 13,68 km standen mit dem Bosse du Lezot (1,4 km / 3,9 % / max. 19 %), Bosse de Toul el Len (500 m / 4,6 % / max. 9 %) und dem Bosse du Pont-Neuf (1,5 km / 4,2 % / max. 9 %) drei Anstiege auf dem Programm. Nach der Überquerung des letzten Anstieges (2 km vor dem Ziel) folgte eine kurze flache Abfahrt, ehe die letzten Meter leicht ansteigend ins Ziel führten.
| #        |                      | km    | Höhe  | Länge (m) | Ø Steigung | Schotter |
| -------- | -------------------- | ----- | ----- | --------- | ---------- | -------- |
| 1        | Bosse du Lezot       | 2,1   | 132 m | 1500      | 4 %        |          |
| 2        | Bosse de Toul el Len | 4,8   | 150 m | 500       | 4,6 %      |          |
| 3        | Bosse du Pont-Neuf   | 11,7  | 105 m | 1500      | 4,3 %      |          |
| 6        | Locunolé             | 24,8  | 95 m  | 800       | 8,7 %      |          |
| 18       | Menez Follezou       | 76,7  | 197 m | 1100      | 6,8 %      |          |
| 19       | Menez Saint-Jean     | 80,9  | 221 m | 800       | 7,9 %      |          |
| 23       | Trébiolet            | 96,4  | 131 m | 800       | 8 %        |          |
| 34       | Montagne de Locronan | 127   | 244 m | 2200      | 6,5 %      |          |
| 37       | Kerjacob Bras        | 133,6 | 133 m | 600       | 8,7 %      |          |
| 49       | Saoutalarin          | 186,8 | 178 m | 1800      | 4,9 %      | x        |
| 59       | Berg ar Salud        | 224,9 | 107 m | 500       | 7,8 %      |          |
| 60       | Boss Marta           | 229,1 | 123 m | 1500      | 6,3 %      |          |
| 61       | Bosse du Pont-Neuf   | 235,3 | 105 m | 1500      | 4,3 %      |          |
| Rundkurs |                      |       |       |           |            |          |
| 62       | Bosse du Lezot       | 239,4 | 132 m | 1500      | 4 %        |          |
| 63       | Bosse de Toul el Len | 242,2 | 150 m | 500       | 4,6 %      |          |
| 64       | Bosse du Pont-Neuf   | 249   | 105 m | 1500      | 4,3 %      |          |

## Rennverlauf
Nach etwa 40 gefahrenen Kilometern setzte sich ein Quartett von dem Peloton ab und fuhr einen Vorsprung von etwa sechs Minuten heraus. Während die Fluchtgruppe nach und nach zerfiel attackierte Julian Alaphilippe (Deceuninck-Quick-Step) etwa 60 Kilometer vor dem Ziel auf dem Schotteranstieg von Saoutalarin. Einzig sein Teamkollege Mikkel Frølich Honoré, Tadej Pogacar (UAE Team Emirates) und Benoît Cosnefroy (AG2R Citroën Team) konnten dem Weltmeister folgen und so überquerte das Quartet den Anstieg mit einem Rückstand von etwa drei Minuten auf die beiden Führenden Alessandro De Marchi (Israel Start-Up Nation) und Quinten Hermans (Intermarché-Wanty-Gobert Matériaux).
Innerhalb von wenigen Kilometern konnte das Quartett einen Vorsprung von einer Minute auf das Peloton herausfahren, ehe Julian Alaphilippe das Tempo an einer kurzen Steigung 50 Kilometer vor dem Ziel erneut erhöhte. Der amtierenden Tour-de-France-Sieger Tadej Pogacar konnte dem Tempo nicht folgen und fiel zurück. Wenig später griff Alessandro De Marchi an und distanzierte seinen Fluchtkollegen Quinten Hermans 45 Kilometer vor dem Ziel. Sein Vorsprung auf seine Verfolger war zwischenzeitlich auf eine Minute geschmolzen.
32 Kilometer vor dem Ziel holten Julian Alaphilippe, Mikkel Frølich Honoré und Benoît Cosnefroy den Führenden Alessandro De Marchi ein. Das Peloton hatte sich formiert und versuchte die Ausreißer wieder einzuholen. Der Vorsprung der Spitzengruppe betrug in etwa eine Minute.
Auf dem Anstieg des Bosse Marta griff Benoît Cosnefroy 23 Kilometer vor dem Ziel an und einzig Julian Alaphilippe konnte ihm folgen. Im Peloton erhöhte Warren Barguil (Team Arkéa-Samsic) das Tempo, wodurch das Peloton in mehrere Gruppen zerfiel. Da die Zusammenarbeit zwischen Julian Alaphilippe und Benoît Cosnefroy nicht funktionierte kam Mikkel Frølich Honoré zurück an die Spitze des Rennens. Alessandro De Marchi wurde jedoch von den Verfolgern eingeholt. Bei der ersten Zieldurchfahrung betrug der Vorsprung der Führenden nach wie vor etwa eine Minute.
Die Vorentscheidung fiel auf dem letzten Anstieg dem Bosse du Pont-Neuf. 2,6 Kilometer vor dem Ziel griff Julian Alaphilippe an. Während sein Teamkollege Mikkel Frølich Honoré zurückfiel, konnte Benoît Cosnefroy dem Weltmeister folgen und versuchte ihn kurz vor der Kuppe abzuhängen, was ihm jedoch nicht gelang. Da sich Julian Alaphilippe und Benoît Cosnefroy anschließend erneut uneinig waren schloss Mikkel Frølich Honoré erneut 1,5 Kilometer vor dem Ziel auf und bereitete anschließend den Sprint für seinen Teamkollegen vor. Der Sieg ging jedoch an Benoît Cosnefroy, der sich gegen den Weltmeister durchsetzte. Vierter wurde Ethan Hayter (Ineos Grenadiers) der den Sprint aus der Hauptgruppe gewann.

## Rennergebnis
| Platz | Fahrer                | Nation | Team                  | Zeit                   |
| ----- | --------------------- | ------ | --------------------- | ---------------------- |
| 01.   | Benoît Cosnefroy      | FRA    | AG2R Citroën Team     | 5:59:56 h (41,84 km/h) |
| 02.   | Julian Alaphilippe    | FRA    | Deceuninck-Quick-Step | "                      |
| 03.   | Mikkel Frølich Honoré | DEN    | Deceuninck-Quick-Step | + 0:03 min             |
| 04.   | Ethan Hayter          | GBR    | Ineos Grenadiers      | + 0:13 min             |
| 05.   | Connor Swift          | GBR    | Team Arkéa-Samsic     | "                      |
| 06.   | Franck Bonnamour      | FRA    | B&B Hotels p/b KTM    | "                      |
| 07.   | Jasper Stuyven        | BEL    | Trek-Segafredo        | "                      |
| 08.   | Valentin Madouas      | FRA    | Groupama-FDJ          | "                      |
| 09.   | Quentin Pacher        | FRA    | B&B Hotels p/b KTM    | + 0:16 min             |
| 010.  | Giacomo Nizzolo       | ITA    | Team Qhubeka NextHash | + 0:17 min             |